# Таврія (поїзд № 309/310)
«Тáврія» — колишній іменний нічний пасажирський потяг формуванням Придніпровської залізниці № 310/309 сполученням Сімферополь — Одеса.

## Історія
Раніше потяг курсував під № 649/650. Після анексії Криму скорочений до станції Херсон, але незабаром відмінили. 

## Інформація про курсування
Нічний пасажирський потяг «Таврія» № 310/309 курсував до відміни через день цілий рік.
| Розклад руху поїзда «Таврія» до скасування | Розклад руху поїзда «Таврія» до скасування | Розклад руху поїзда «Таврія» до скасування | Розклад руху поїзда «Таврія» до скасування | Розклад руху поїзда «Таврія» до скасування |
| Час прибуття                               | Час відправлення                           | Станція                                    | Час прибуття                               | Час відправлення                           |
| ------------------------------------------ | ------------------------------------------ | ------------------------------------------ | ------------------------------------------ | ------------------------------------------ |
| —                                          | 16:45                                      | Сімферополь                                | 11:25                                      | —                                          |
| 22:37                                      | 22:42                                      | Херсон                                     | 05:42                                      | 05:57                                      |
| 04:40                                      | —                                          | Одеса                                      | —                                          | 23:58                                      |

## Склад поїзда
Основний склад поїзда «Таврія» № 309/310 складався з 10 вагонів:
- 4 плацкартних;
- 6 купейних.

| Локомотиви, з якими прямував поїзд | Локомотиви, з якими прямував поїзд | Локомотиви, з якими прямував поїзд |
| Тип                                | Дільниця маршруту                  | Локомотивне депо                   |
| ---------------------------------- | ---------------------------------- | ---------------------------------- |
| ВЛ80С                              | Одеса — Колосівка                  | Знам'янка                          |
| ТЕП70, 2ТЕ10УТ                     | Колосівка — Джанкой                | Миколаїв                           |
| ЧС2, ЧС7                           | Джанкой — Сімферополь              | Сімферополь                        |

## Події
17 травня 2012 року поїзд сполученням Сімферополь — Одеса запізнився через схід вантажного поїзда, через що відбулося запізнення з прибуттям поїзда на кінцеву станцію. В результаті сходу вантажного поїзда, який відбувся в Криму неподалік від залізничної станції Краснопартизанська, зійшли з рейок 19 вагонів вантажного поїзда. що прямував з Сімферополя до Джанкоя. Аварія відбулася в середу вдень. Через те, із Сімферополя вчасно за розкладом не відправилися  два склади пасажирських поїздів (поїзд № 12 «Славутич» Сімферополь — Київ та № 28 Севастополь — Київ), а також поїзди № 142 Сімферополь — Єкатеринбург, № 138 Сімферополь — Кременчук, № 342 Сімферополь — Луганськ, № 18 Севастополь — Москва та № 68 «Крим» Сімферополь — Москва. Крім того, було тимчасово скасовано відправлення приміських електропоїздів у напрямку станції Джанкой. Затримка кожного поїзда складала приблизно 2 години.
2 березня 2014 року, через вантажний вагон, що зійшов із рейок і створив негабарит поїзд № 310 затримався на 4 години. На станції Колосівка пасажири повинні були пересісти до іншого складу. Через це поїзди № 309 Сімферополь — Одеса, № 6411 Помічна — Одеса, № 317 «Таврія» Запоріжжя — Одеса, № 6403 Колосівка — Одеса, № 59 «Чайка» Харків — Одеса та інші. Поїзду № 63 «Скіфія» сполученням Дніпропетровськ — Одеса було змінено маршрут руху через станції Балта, Котовськ.
5 травня 2014 року в Херсоні, в ході спецоперації було затримано 36 сепаратистів, які направлялись з Криму до Одеси. Пізніше їх відправили назад до Криму.